# Metronidazole
Metronidazole (MNZ), được quảng cáo dưới nhãn hiệu Flagyl trong số những nhãn hiệu khác, là một loại thuốc kháng sinh và thuốc chống co giật. Nó được sử dụng một mình hoặc với các kháng sinh khác để điều trị bệnh viêm vùng chậu, viêm nội tâm mạc, nhiễm trùng đường mật và nhiễm khuẩn âm đạo. Nó có hiệu quả đối với chứng đau dracunculiasis, giardiasis, trichomoniasis và amebiasis. Đây là loại thuốc được lựa chọn đầu tiên khi viêm đại tràng Clostridium difficile từ nhẹ đến trung bình. Metronidazole được dùng bằng đường uống, uống dung dịch sệt như kem, và tiêm tĩnh mạch.
Các phản ứng phụ thường gặp bao gồm buồn nôn, mùi vị kim loại, thèm ăn, và nhức đầu. Đôi khi cơn co giật hoặc dị ứng với thuốc có thể xảy ra.ref name=AHFS2015/> Một số nhà nước rằng không sử dụng metronidazole trong giai đoạn đầu của thai kỳ trong khi những người khác cho biết liều cho bệnh trichomonas là ổn. Không nên sử dụng khi cho con bú sữa.
Metronidazole bắt đầu được sử dụng thương mại vào năm 1960 tại Pháp. Nó nằm trong Danh sách Thuốc thiết yếu của Tổ chức Y tế Thế giới, loại thuốc hiệu quả nhất và an toàn nhất trong hệ thống y tế. Nó có ở hầu hết các khu vực trên thế giới. Các loại thuốc tương đối rẻ tiền, với giá từ 0,01 đến 0,10 USD mỗi loại. Tại Hoa Kỳ, nó là khoảng 26 USD cho mười ngày điều trị.